# Majdan Wierzchowiński
Majdan Wierzchowiński (prononciation : [ˈmai̯dan vjɛʂxɔˈviɲski]) est un village polonais de la gmina de Żółkiewka dans le powiat de Krasnystaw de la voïvodie de Lublin dans l'est de la Pologne.
Il se situe à environ 6 kilomètres au sud de Żółkiewka (siège de la gmina), 27 kilomètres au sud-ouest de Krasnystaw (siège du powiat) et 47 kilomètres au sud-est de Lublin (capitale de la voïvodie).

## Histoire
De 1975 à 1998, le village est attaché administrativement à la Voïvodie de Zamość.

Depuis 1999, il fait partie de la nouvelle voïvodie de Lublin.